# بایو گولا (لوئیزیانا)
بایو گولا (به انگلیسی: Bayou Goula) یک منطقهٔ مسکونی در ایالات متحده آمریکا است که در لوئیزیانا واقع شده‌است. بایو گولا ۷٫۵ کیلومتر مربع مساحت و ۶۱۲ نفر جمعیت دارد و ۵٫۷۹ متر بالاتر از سطح دریا واقع شده‌است.